# Paul Bril
Paul Bril (Anversa, 1554 – Roma, 7 ottobre 1626) è stato un pittore e incisore fiammingo, fratello di Matthijs Bril.

## Biografia
Figlio del paesaggista Matthijs il Vecchio. Spesso lavorò a fianco del fratello.
Subì influenze di Adam Elsheimer. I suoi paesaggi sono in stile derivante dal Manierismo e soprattutto dai fiamminghi del Cinquecento.
Nel 1574 si trasferì a Roma, insieme all'allievo Balthasar Lawers (italianizzato in Baldassare Lauri), si lasciò influenzare dal paesaggismo Muziano e si distanziò dalla poetica fiamminga.
Dipinse perlopiù paesaggi, ma fece anche incisioni su rame e delle pitture in miniatura dette in inglese cabinet painting (vale a dire, in italiano, pitture da studiolo, di solito di piccolo formato) e collaborò anche con Johann Rottenhammer.
Dipinse anche degli affreschi nel Palazzo Orsini a Monterotondo.
Sue opere sono esposte al Vaticano (soprattutto affreschi) e, un "Paesaggio con scene e caccia" è esposto alla Galleria Doria Pamphilj. Ebbe come allievo Luigi Carboni.

## Galleria d'immagini

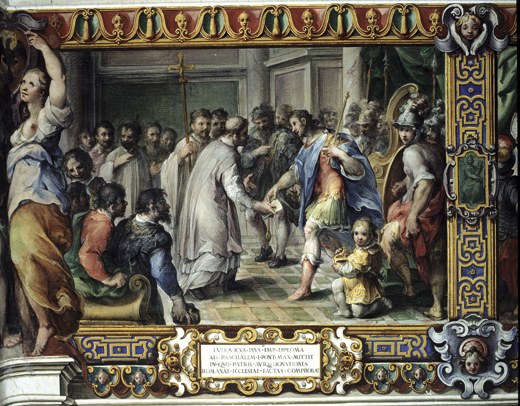
Ludovico I il Pio imperatore (814-840) conferma a papa Pasquale I (817-824) le donazioni, affresco, Vaticano, Archivio Segreto
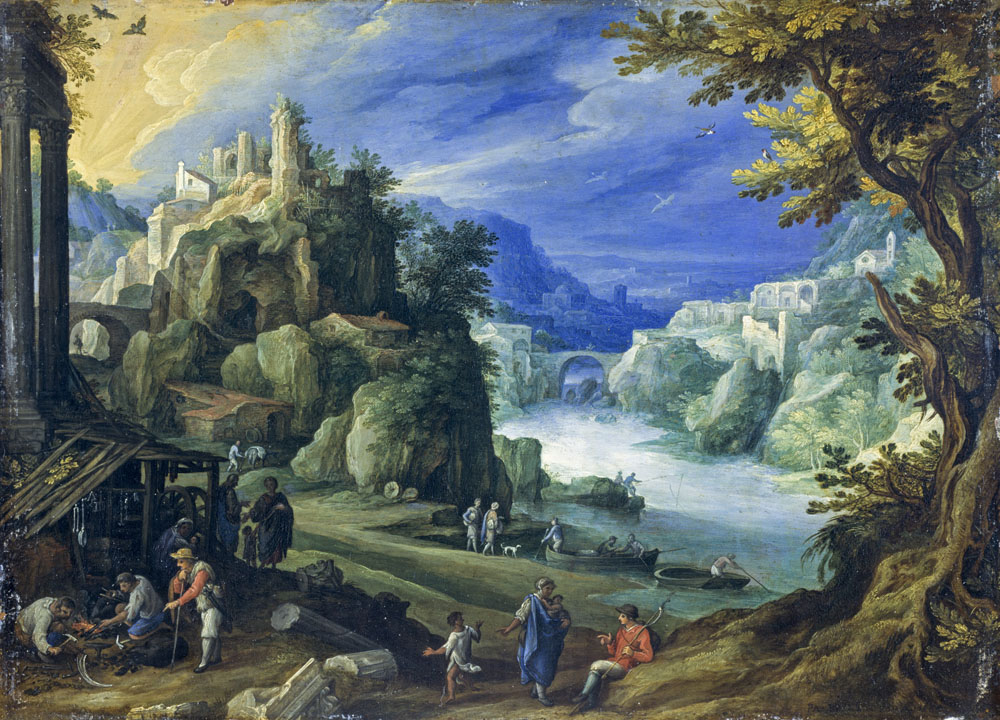
Panorama fantastico, 1598
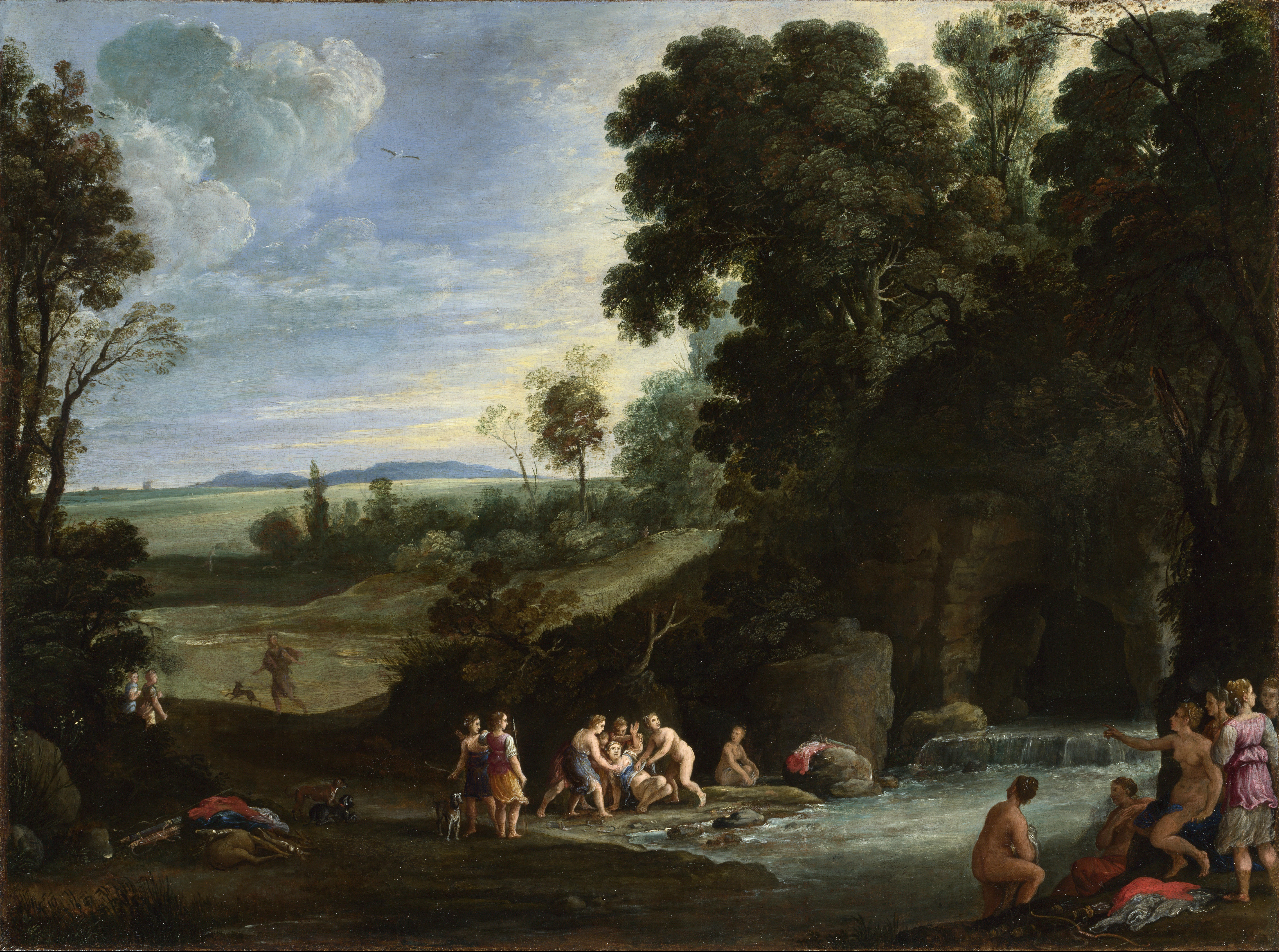
Diana e Callisto, dipinto insieme al fratello